# Лабастид-Дена
Лабасти́д-Дена́ (фр. Labastide-Dénat, окс. La Bastida de Denat) — коммуна во Франции, находится в регионе Юг — Пиренеи. Департамент — Тарн. Входит в состав кантона Сен-Жюэри. Округ коммуны — Альби.
Код INSEE коммуны — 81113.

## География

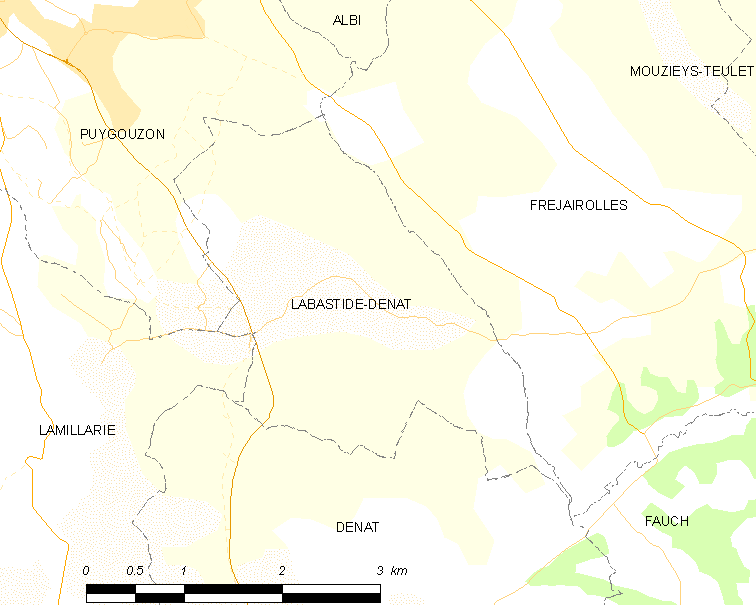
Карта коммуны

Коммуна расположена приблизительно в 560 км к югу от Парижа, в 70 км северо-восточнее Тулузы, в 8 км к юго-востоку от Альби.

## Климат
Климат умеренно-океанический. Зима мягкая и дождливая, лето жаркое с частыми грозами. Ветры довольно редки.

## Население
Население коммуны на 2010 год составляло 375 человек.
| 1962 | 1968 | 1975 | 1982 | 1990 | 1999 | 2010 |
| ---- | ---- | ---- | ---- | ---- | ---- | ---- |
| 195  | 198  | 199  | 228  | 256  | 239  | 375  |

## Администрация
| Период | Период | Фамилия     | Партия | Примечания |
| ------ | ------ | ----------- | ------ | ---------- |
| 2001   | 2014   | Вильям Ньон |        |            |
| 2014   | 2020   | Жак Руайе   |        |            |

## Экономика
В 2007 году среди 219 человек в трудоспособном возрасте (15—64 лет) 162 были экономически активными, 57 — неактивными (показатель активности — 74,0 %, в 1999 году было 72,3 %). Из 162 активных работали 152 человека (81 мужчина и 71 женщина), безработных было 10 (4 мужчины и 6 женщин). Среди 57 неактивных 16 человек были учениками или студентами, 23 — пенсионерами, 18 были неактивными по другим причинам.